# Bhatiella iwamusii
Bhatiella iwamusii is een soort in de taxonomische indeling van de Myzozoa, een stam van microscopische parasitaire dieren. Het organisme komt uit het geslacht Bhatiella en behoort tot de familie Lecudinidae. Bhatiella iwamusii werd in 1944 ontdekt door Tugawa.